# Rusingaceros
Rusingaceros leakeyi
Genre
Espèce
Synonymes
- † Dicerorhinus leakeyi Hooijer, 1966
- † Lartetotherium leakeyi Hooijer, 1966

Rusingaceros est un genre fossile de rhinocéros de la famille des Rhinocerotidae, de la sous-famille éteinte des Rhinocerotinae et de la tribu des Rhinocerotini et à la sous-tribu des Rhinocerotina. Il a vécu en Afrique de l'Est au Miocène inférieur. Il est considéré comme le premier rhinocéros de type « moderne » (avec deux cornes).
Une seule espèce est rattachée au genre, Rusingaceros leakeyi.

## Étymologie
Le nom de genre Rusingaceros signifie « corne du lac Rusinga ».

## Découverte
L'holotype de Rusingaceros, référencé KNM-RU 2821, est un crâne presque complet mais mal conservé avec sa mandibule. Par ailleurs le paratype (KNM-RU 2822) est constitué d'un maxillaire avec la mandibule associée. Ces deux spécimens ont été découverts dans la formation géologique de Kulu dans l'île de Rusinga située dans le lac Victoria au Kenya. Les sédiments qui ont livré ces fossiles sont datés du Miocène inférieur (Burdigalien), soit il y a environ 17,5 Ma (millions d'années). D'autres fragments osseux et des dents de ce genre ont été décrits par D. A. Hooijer en 1966 dans les localités de Songhor et Napak.
D'autres espèces de rhinocéros vivaient en Afrique de l'Est à cette époque avec Rusingaceros, comme le petit Brachypotherium minor, ainsi que Brachypotherium heinzelini et Aceratherium acutirostratum.

## Description et taxonomie
Rusingaceros est caractérisé par une longue corne nasale (antérieure) et une petite corne frontale située en arrière. C'est le premier rhinocéros de type « moderne ». Il est en effet plus ancien que les rhinocéros à deux cornes européens, ce qui permet d'envisager que ces derniers ont émigré depuis l'Afrique en même temps que les Proboscidiens.
La présence de ces deux cornes alignées l'une derrière l'autre, comme les rhinocéros africains et de Sumatra actuels, et non l'une à côté de l'autre comme certains rhinocéros primitifs  (Diceratherium...), suggère que Rusingaceros appartient à la sous-tribu des Rhinocerotina au sein de la tribu des Rhinocerotini.
Rusingaceros leakeyi a été nommée à l'origine par D. A. Hooijer, en 1966, sous le nom de Dicerorhinus leakeyi, un genre qui abrite encore une espèce vivante, le rhinocéros de Sumatra. Après avoir été re-nommée Lartetotherium leakeyi, c'est en 2010 que Denis Geraads l'attribue à un nouveau genre monotypique, Rusingaceros.